# Жадовская, Юлия Валериановна
Ю́лия Валериа́новна Жадо́вская (29 июня [11 июля] 1824, Любимский уезд, Ярославская губерния — 28 июля [9 августа] 1883, Толстиково, Костромская губерния) — русская писательница и поэтесса. Сестра писателя Павла Жадовского.

## Биография
Родилась в селе Субботино Любимского уезда Ярославской губернии в семье отставного флотского офицера Валериана Никандровича Жадовского. Появилась на свет с физическим недостатком — без кисти левой руки и только с тремя пальцами на правой. Рано потеряв мать, подорвавшую своё здоровье из-за мужа-деспота, воспитывалась у бабушки, потом у тётки А. И. Готовцевой (Корниловой), женщины образованной, страстно любившей литературу и помещавшей статьи и стихотворения в изданиях двадцатых годов XIX века. Поступив в пансион Прибытковой (в Костроме), Жадовская успехами в русской словесности обратила на себя особое внимание преподававшего этот предмет П. М. Перевлесского (впоследствии профессора Александровского лицея). Он стал руководить её занятиями и развивать её эстетический вкус. Молодой учитель и его ученица влюбились друг в друга, но отец Жадовской не хотел и слышать о браке дочери с бывшим семинаристом. Кроткая девушка беспрекословно покорилась воле отца и, расставшись с любимым человеком, до конца жизни осталась верна его памяти. Она переехала к отцу в Ярославль, и для неё наступили годы тяжкой домашней неволи. Учиться, читать, писать приходилось тайком. Узнав, однако, о поэтических опытах дочери, отец повез её в Москву и в Петербург, чтобы дать ход её дарованию.
В Москве Жадовская познакомилась с М. П. Погодиным, напечатавшим в «Москвитянине» несколько её стихотворений. В Петербурге она познакомилась с князем П. А. Вяземским, Э. И. Губером, А. В. Дружининым, И. С. Тургеневым, М. П. Розенгеймом и другими писателями. В 1846 году Жадовская издала свои стихотворения, давшие ей известность. Позже, во время вторичного пребывания в Москве, она познакомилась с А. С. Хомяковым, М. Н. Загоскиным, И. С. Аксаковым и другими славянофилами, однако сама славянофилкой не стала.
В Ярославле Юлия была хозяйкой литературного салона, где собиралась местная интеллигенция. Она общалась с известным мемуаристом пушкинской эпохи Юрием Бартеневым, с литератором Леонидом Трефолевым и публицистом Иваном Аксаковым. Трефолев позже вспоминал, что Жадовская давала ему «умные и полезные советы относительно сюжетов, форм и мелодии стихотворений».
При её непосредственном участии в 1849 и 1850 годах выходил «Ярославский литературный сборник», преследовавший, как говорилось в предисловии, две цели: «Одна благотворительная, потому что деньги, вырученные за книгу, пойдут в пользу... детского приюта и дома призрения ближнего; вторая цель – вызвать на большую литературную деятельность проживающих в Ярославской губернии любителей отечественной словесности». Инициатива была с одобрением встречена некрасовским журналом «Современник».
В 1862 году она решилась выйти замуж за старика доктора Карла Богдановича Севена, чтобы избавиться от невыносимой опеки отца.

## Творчество
Живя исключительно сердцем, сохранив до конца жизни бесхитростную веру, какая встречается в народе, Жадовская стояла на одном уровне с большинством образованных женщин своего времени, отличаясь от них лишь большей начитанностью и литературным талантом. Разделяя судьбу этих женщин, она испытала на себе тяжёлый гнёт, разбивший жизнь многих из них. При крайней субъективности своего таланта, она изображала в своих произведениях одну и ту же героиню — себя. Мотивы её стихотворений — оплакивание любви, задушенной в её расцвете, воспоминания о любимом человеке, смиренное преклонение перед судьбой, созерцание всепримиряющей природы, надежда на небесное счастье и горькое сознанье пустоты жизни.
Прозаические произведения Жадовской значительно уступают её стихотворениям. В первой её повести — «Простой случай» (1847) — изображена несчастная любовь молодой девушки-дворянки и бедного гувернёра, служащего в доме её отца. Роман «В стороне от большого света» («Русский вестник», 1857) основан на той же ситуации: молодая девушка из помещичьей семьи влюбляется в бедного учителя из семинаристов — и опять молодые люди расстаются, не смея и помыслить о браке. В 1858 году вышло новое издание стихотворений Жадовской, а в 1861-м появились в журнале «Время» её роман и повесть, на которых отразился дух времени. В первом, под названием «Женская история», героиней является девушка, ищущая самостоятельного труда и помогающая своей кузине, богатой невесте, выйти замуж за бедного человека, несмотря на сопротивление родных. Повесть «Отсталая» ещё более проникнута духом 1860-х, но ни она, ни «Женская история» успеха не имели; это огорчило Жадовскую и она совсем перестала писать.
Отзыв Белинского («Сочинения», XI, 46) о первом сборнике стихотворений Жадовской неблагоприятен, что может быть объяснено отчасти тем обстоятельством, что большая их часть появилась в славянофильском «Москвитянине». Гораздо благоприятнее отзыв о втором сборнике — Добролюбова («Сочинения», II, 210), ценившего в них «задушевность, полную искренность чувства и спокойную простоту его выражения». Иван Аксаков в «Письмах к родным» писал о Жадовской: «У ней есть талант, бесспорно, но талант небольшой, односторонний: по крайней мере, несмотря на все ее усилия, она не может выбиться из старой своей колеи» (письмо от 28 ноября 1849 года).
Полное собрание сочинений Жадовской в четырёх томах было издано её братом П. В. Жадовским (СПб., 1885-1886).

## Комментарии
1. ↑  Сельцо Субботино (Суботино)[4] относилось ко 2-му стану Любимского уезда Ярославской губернии; не сохранилось[5], ныне — Осецкого сельского поселения в Любимском районе Ярославской области[6].